# Imagine Dragons
Imagine Dragons (произн. имэ́джин дрэ́гонс, дословно с англ. — «Вообразите Драконов») — американская поп-рок-группа, образованная в 2008 году в городе Лас-Вегас, США. Стали известны после выпуска дебютного студийного альбома Night Visions в сентябре 2012 года. Американский журнал Billboard назвал их самыми яркими новыми звёздами 2013 года и самой большой группой 2017 года, а журнал Rolling Stone назвал их сингл «Radioactive» самым большим рок-хитом года.

## История группы

### Формирование группы
Imagine Dragons — поп-рок-группа, в состав которой входят три человека. Была основана в Лас-Вегасе в 2008 году. Название группы представляет собой анаграмму, значение которой знают лишь участники самой группы. История группы началась с того, что Дэниэл Рейнольдс привлёк для участия в собственной группе своего друга и товарища по колледжу барабанщика Эндрю Толмана, который, в свою очередь пригласил в группу свою жену Бриттани Толман (клавишные и бэк-вокал) и Дэниела (Уэйна) Сермона, который отлично играл на гитаре. Группа быстро набирала популярность. А уже в Лас-Вегасе к Дэну и Уэйну присоединился басист Бенджамин (Бен) МакКи, приглашённый Уэйном. В 2010 году Эндрю и Бриттани сообщили об уходе из группы для создания семьи. Тогда Бен МакКи пригласил в группу барабанщика Дэниэла (Платца) Платцмана. Позже к ним присоединилась Аврора Флоренс, заменяющая Бриттани, а после её ухода — Тереза Фламинио. После ухода Терезы состав группы больше не менялся.
В начале 2009 года музыканты начали работать в студии. И уже 1 сентября выпустили свой первый альбом Imagine Dragons. А 1 июня следующего года свет увидел их мини-альбом Hell and Silence (в записи участвовал номинант «Грэмми» Марк Нидхэм). Оба альбома были записаны в звукозаписывающей студии Battle Born Studios. Вскоре им было предложено выступить на ежегодном фестивале Bite of Las Vegas, как «Самая востребованная группа 2010» на местном 107.9FM. Они были выбраны хедлайнерами на фестивале Vegas Music Summit, а газета Las Vegas CityLife назвала их «группой, которую необходимо увидеть вживую». По мнению газеты Las Vegas Weekly, они стали «Лучшей инди-группой 2010 года», а также были удостоены премии «Лучшая пластинка 2011 года» от журнала Vegas Seven. В ноябре 2011 года Imagine Dragons подписали контракт с американским звукозаписывающим лейблом Interscope Records. Они тесно сотрудничали с продюсером Алексом Да Кидом, с которым они и записали свой первый диск в Уэст-Голливуде. Их EP был назван Continued Silence и выпущен 14 февраля 2012 года.

### Night Visions(2012—2014)
4 сентября 2012 года вышел первый полноценный альбом группы — Night Visions. Пластинка долгое время была в середине списка Billboard-200, лишь к началу 2013 года работа обрела популярность. В частности, хит «Radioactive» был в аутсайдерах списка на момент своего выхода (март 2012 года), однако к апрелю 2013 он достиг 7 места в Billboard Hot 100, 1 места в Billboard Alternative Songs и Billboard Rock Songs. Был поставлен абсолютный рекорд за всю более чем полувековую историю по наибольшему времени нахождения в общенациональном хит-параде США: 87 недель в Billboard Hot 100 (май 2014). Сингл вошёл в топ-3 самых продаваемых песен по итогам 2013 года. В итоге композиция получила более 30 платиновых сертификаций и 2 бриллиантовые, в том числе в США.
В преддверии выхода второго альбома группа выпустила ряд синглов для других проектов, включая саундтреки «Who We Are» к фильму «Голодные игры: И вспыхнет пламя» и «Battle Cry» к фильму «Трансформеры: Эпоха истребления», а также песню «Warriors», приуроченную к Чемпионату мира по игре League of Legends.
В фильме «Трансформеры: Эпоха истребления» прозвучала также демозапись «All for You».

### Smoke + Mirrors(2015—2016)
В сентябре 2014 года группа выпустила сингл «I Bet My Life», а в ноябре сняла на него видеоклип. В декабре вышел второй сингл — «Gold». Вскоре состоялся анонс альбома, который был выпущен 17 февраля 2015 года. Он был назван Smoke + Mirrors. В поддержку альбома состоялся мировой тур Smoke and Mirrors World Tour, в котором группа посетила Россию. 24 января 2016 года Imagine Dragons выступили в СК Олимпийский в Москве, а 26 января — в Ледовом дворце Санкт-Петербурга. Помимо этого, группа записала фильм Smoke + Mirrors Live, который был показан 2 марта 2016 года в кинотеатрах по всему миру.
В ноябре 2016 года группа подтвердила слухи о написании третьего студийного альбома, также выпустив сингл «Levitate», который вошёл в список саундтреков фильма «Пассажиры».

### Evolve(2017—2018)
8 мая 2017 года группа анонсировала выход нового альбома. Релиз альбома Evolve (название стилизовано как ƎVOLVE) состоялся 23 июня 2017 года.
Хиты «Believer» и «Thunder» сравнительно быстро достигли миллиарда просмотров на сервисе YouTube. Песня «Believer» Imagine Dragons одержала победу в номинации «Лучшая рок/альтернативная песня» на церемонии «Teen Choice Awards», которая прошла 14 августа 2017 года.
На премии Grammy в 2018 году был номинирован как «Лучший вокальный поп-альбом».

### Origins(2018)
12 июня 2018 года Imagine Dragons на своей странице в Twitter анонсировали выход новых синглов «Born to Be Yours», записанный в партнёрстве с Kygo и «Natural». Официально их выход состоялся 15 и 17 июля соответственно. 19 сентября был выпущен новый сингл «Zero», использовавшийся в финальных титрах фильма «Ральф против интернета» компании Walt Disney Animation Studios.
3 октября 2018 года группа анонсировала выход своего четвёртого студийного альбома Origins, релиз которого состоялся 9 ноября. «Zero» и «Natural» стали ведущими синглами альбома, в то время как «Born to Be Yours» была представлена в международном подарочном издании альбома. Сама группа охарактеризовала этот альбом как сестринский к их предыдущему альбому Evolve. 31 октября был выпущен третий сингл альбома «Machine». Наконец, 6 ноября, группа выпустила четвёртый сингл альбома «Bad Liar».
7 января 2019 года Imagine Dragons выступили в перерыве матча College Football Championship. Группа исполнила такие хиты, как «Natural», «Thunder», «Bad Liar» и специальную версию песни «Believer», исполненную совместно с Lil Wayne.
В июне 2019 года Beat Games выпустила платный загружаемый контент (DLC) — музыкальный пакет для ритм-игры виртуальной реальности Beat Saber под названием «Imagine Dragons Music Pack», в который вошло десять песен Imagine Dragons.
20 июня 2019 года был выпущен пятый сингл альбома «Birds» в соавторстве с итальянской певицей Elisa. 23 июля вышло анимационное видео к песне.
18 декабря 2019 года было объявлено о временном прекращении группой музыкальной деятельности. Было решено Дэном Рейнольдсом и коллегами по коллективу сделать перерыв ради семьи. Срок возвращения на сцену не определён. Но по утверждению фронтмена, отпуск продлится на полгода как минимум.

### Mercury — Act 1 & 2(2021 — наст. время)
3 августа 2020 года, Дэн Рейнольдс анонсировал выход пятого альбома группы. 8 марта 2021 года в социальных сетях группа объявила  о выпуске двух новых синглов, «Follow You» и «Cutthroat», которые были выпущены 12 марта 2021 года. Они послужили главными синглами пятого студийного альбома группы.
29 июня 2021 года группа выпустила новый сингл «Wrecked», а днем позже — сообщила о старте предзаказа альбома Mercury — Act 1, выпуск которого состоялся 3 сентября 2021 года. Песня вышла 2 июля 2021 года. Музыканты посвятили жене брата Дэна Рейнольдса, умершей от рака в 2019 году.
28 октября 2021 года был выпущен клип «Enemy» вместе с J.I.D. к сериалу «Аркейн».
Вскоре после выпуска «Mercury — Act 1» группа начала дразнить фанатов следующим альбомом, который также будет продюсироваться Рубином. В январе 2022 года Рейнольдс заявил, что альбом «почти готов» и будет выпущен после первого этапа Mercury Tour. Тур начался 6 февраля в Майами и завершился 15 сентября в Лос-Анджелес. 11 марта 2022 года группа выпустила сингл «Bones», который стал заглавным синглом к их шестому студийному альбому «Mercury — Act 2». 6 апреля группа объявила, что «Mercury — Act 2» выйдет 1 июля 2022 года. Альбом из 18 треков был выпущен как часть сборника, содержащего оба альбома «Mercury».
Группа выпустила расширенное издание «Night Visions», посвященное десятилетию альбома 9 сентября 2022 года, в него вошли два ранее не издававшихся демо, «Love of Mine» и «Bubble».
14 июля 2023 года на Hulu вышел фильм-концерт под названием Imagine Dragons: Live in Vegas. В фильме показан полный концерт группы на стадионе Allegiant в Лас-Вегасе 10 сентября 2022 года. Концертный альбом концерта был выпущен 28 июля 2023 года. Их исполнение "Believer" было выпущено в качестве ведущего сингла за две недели до этого.
30 августа они выпустили песню «Children of the Sky» в поддержку видеоигры Starfield.

## Состав
Текущие участники
- Дэн Рейнольдс — вокал, кахон, бас-барабан, малый барабан, акустическая гитара, клавишные (2008 — настоящее время)
- Бен Макки — бас-гитара, бэк-вокал, клавишные, акустическая бас-гитара, синтезатор, электрическая мандолина, бас-барабан (2009 — настоящее время)
- Уэйн Сермон — гитара, электрогитара, электрическая мандолина, альт, бэк-вокал, том-том, акустическая гитара, бас-барабан, мандолина,  клавишные (2009— настоящее время)
- Ден Плацман — ударные, виолончель, альт, бэк-вокал, кахон, акустическая гитара, малый барабан, скрипка (2011 — 2024)

Бывшие участники
- Аврора Флоренс — клавишные, вокал, скрипка (2008)
- Эндрю Бэк — электрогитара, вокал (2008)
- Дэйв Лэмк — бас-гитара, вокал (2008—2009)
- Эндрю Толман[англ.] — ударная установка, вокал (2008—2011)
- Бриттани Толман — пианино, вокал (2009—2011)
- Тереза Фламинио[англ.] — клавишные (2011—2012)

Участники турне
- Райан Уокер — клавиши, электрогитара, малый барабан, бэк-вокал, акустическая гитара, электрическая мандолина, синтезатор, бас-барабан, цимбалы (2011—2015)
- Уильям Уэллс (2015—2017)
- Эллиот Шварцман (2017—н. в.)

## Дискография
- Night Visions (2012)
- Smoke + Mirrors (2015)
- Evolve (2017)
- Origins (2018)
- Mercury — Act 1 (2021)
- Mercury — Act 2 (2022)
- Loom (2024)
- Reflections (from the Vault of Smoke + Mirrors) (2025)[18]

## Благотворительность
Imagine Dragons активно занимаются благотворительностью. В 2013 году участники группы организовали фонд помощи детям с онкозаболеваниями, который получил название Tyler Robinson Foundation, в честь погибшего от рака фаната — Тайлера Робинсона. Ежегодно группа проводит благотворительные гала-концерты с целью сбора денег в фонд, вело-заезды и ужины. 
В 2022 году группа приняла участие в благотворительности на платформе United24 в помощь Украине и стали амбассадорами. В 2023 году группа сняла клип с участием Саши, мальчика чей дом был разрушен в связи с вторжением России на Украину. Благодаря поддержке фанатов им удалось собрать сумму для восставления дома Саши.

## Музыкальный стиль и влияния
Музыкальный стиль группы преимущественно описывается как поп-рок, электропоп, поп, инди-поп, инди-рок, арена-рок и альтернативный рок. В музыке также присутствуют влияния синти-попа, данс-попа, трип-хопа, фолка, драм-н-бейса, дабстепа, индастриала, EDM, ритм-н-блюза и хип-хопа.
Дэн Рейнольдс указывает в качестве источников вдохновения группы Arcade Fire, Nirvana, Muse, The Beatles, Пола Саймона, Coldplay, Linkin Park, Гарри Нилсона и U2. Относительно успеха, Рейнольдс отмечает такие группы, как Foster the People и Mumford & Sons, как тех, которые вывели альтернативную поп-музыку на новый уровень коммерческого успеха в последние годы.

## Концертные туры
- Imagine Dragons on Tour (2011—2012)
- Fall Tour 2012 (2012)
- Europe Tour 2012 (2012)
- Night Visions Tour (2013)
- Into the Night Tour (2014)
- Smoke + Mirrors Tour (2015—2016)
- Evolve Tour (2017—2018)
- Mercury World Tour (2022)
- Loom Tour (2024—2025)

## Награды и номинации
В общей сложности группа имеет 73 номинации, среди которых 23 — победные. В список наград группы входят такие престижные премии как Grammy Awards, American Music Awards, Billboard Music Awards и другие.
| Год  | Номинированная работа | Организация                              | Награда                          | Результат |
| ---- | --------------------- | ---------------------------------------- | -------------------------------- | --------- |
| 2012 | «It’s Time»           | MTV Video Music Awards                   | Лучшее рок-видео                 | Номинация |
| 2013 | «Radioactive»         | Teen Choice Awards                       | Лучшая рок-песня                 | Победа    |
| 2013 | «Imagine Dragons»     | Teen Choice Awards                       | Лучшая рок-группа                | Номинация |
| 2013 | «Imagine Dragons»     | World Music Awards                       | Лучшая в мире рок-группа         | Победа    |
| 2014 | «Imagine Dragons»     | Grammy                                   | Лучшее исполнение рок-композиции | Победа    |
| 2014 | «Demons»              | iHeartRadio Music Awards                 | Лучшая альтернативная песня      | Победа    |
| 2014 | «Imagine Dragons»     | Teen Choice Awards                       | Лучшая рок-группа                | Победа    |
| 2017 | «Believer»            | Teen Choice Awards                       | Лучшая рок-альтернатива песня    | Победа    |
| 2017 | «Imagine Dragons»     | NRJ Music Awards                         | Группа года                      | Победа    |
| 2017 | «Imagine Dragons»     | iHeartRadio MMVAs/MuchMusic Video Awards | Международная группа года        | Победа    |
| 2018 | «Imagine Dragons»     | Teen Choice Awards                       | Лучшая рок-группа                | Победа    |
| 2018 | «Imagine Dragons»     | iHeartRadio Music Awards                 | Альтернативный рок-артист года   | Победа    |
| 2018 | «Whatever it Takes»   | MTV Video Music Awards                   | Лучшая рок-песня                 | Победа    |
| 2018 | «Whatever it Takes»   | Teen Choice Awards                       | Лучшая альтернативная песня      | Победа    |
| 2018 | «Imagine Dragons»     | NRJ Music Awards                         | Группа года                      | Победа    |
| 2018 | «Evolve»              | iHeartRadio Music Awards                 | Лучший рок-альбом                | Победа    |
| 2018 | «Evolve»              | Grammy                                   | Лучший вокальный поп-альбом      | Номинация |
| 2018 | «Evolve»              | Billboard Music Awards                   | Лучший рок-альбом                | Победа    |